# Memphis Pal Moore
Thomas Wilson Moore, més conegut com a Memphis Pal Moore (Kenton, 28 de juliol de 1894 - 18 de maig de 1953) va ser un boxador estatunidenc de la categoria pes mosca. Durant la seva carrera professional, que durà de 1913 a 1930, va triumfar d'adversaris famosos com ara Young Zulu Kid, Joe Lynch, Jack Wolfe, Pete Herman, Kid Williams, Johnny Buff, Sammy Mandell, Eugène Criqui, Bud Taylor, Harry Forbes i Johnny Ertle.